# Ofer Gon
Ofer Gon (hebräisch עופר גון; * 1949 in Haifa, Israel) ist ein israelisch-südafrikanischer Ichthyologe.

## Leben
Gon schloss 1974 sein Bachelorstudium in Biologie und 1979 sein Masterstudium der Ozeanographie und Meeresbiologie an der Hebräischen Universität Jerusalem unter der Leitung von Adam Ben-Tuvia ab. Seine ersten Forschungserfahrungen sammelte er am Bernice P. Bishop Museum in Honolulu, wo er unter der Leitung von John Ernest Randall an Fischen des tropischen und subtropischen Pazifiks arbeitete. In dieser Zeit erwarb er Kenntnisse über viele Familien, Gattungen und Arten von Fischen und veröffentlichte seine ersten taxonomischen Arbeiten über neue Arten und Nachweise von Fischen aus Hawaii. 1982 wurde er von Margaret Smith vom damaligen J. L. B. Smith Institute (heute South African Institute for Aquatic Biodiversity, SAIAB) in Grahamstown, Südafrika, eingestellt, um bei der Erstellung der Publikation Smiths’ Sea Fishes mitzuarbeiten. 1984 folgte ein Vertrag über eine Koautorenschaft am Werk Fishes of the Southern Ocean (mit Phil Heemstra), das 1990 veröffentlichte wurde, und 1993 eine feste Forschungsstelle als leitender aquatischer Biologe am Institut. 
Während der sechsjährigen Vorbereitungen zum Buch Fishes of the Southern Ocean nahm Gon an den Forschungsfahrten der Projekte FIBEX (First International BIOMASS Experiment) und SIBEX (Second International BIOMASS Experiment) des BIOMASS-Programms (Biological Investigations of Marine Antarctic Systems and Stocks) im Sektor vom Indischen Ozean zum Südlichen Ozean sowie von 1985 bis 1990 an mehreren Hilfsfahrten zu den Prinz-Edward-Inseln teil. 
2001 graduierte er mit der Dissertation The history of marine fish systematics in South Africa an der Rhodes-Universität in Makhanda zum Master of Arts in Geschichte.
Im Laufe seiner langen Karriere untersuchte Gon die Taxonomie vor allem mariner tropischer Fische, wobei die Kardinalbarsche (Apogonidae) einen seiner Schwerpunkte bilden, sowie antarktischer Fische. Zudem war an einigen Studien über Ästuar- sowie Süßwasserfische beteiligt und betreute Studenten. Im Jahr 2014 ging er in den Ruhestand und ist nun emeritierter Kurator des SAIAB.
Ofer Gon ist mit Jenny Gon verheiratet, der er 2006 die Fischart Aseraggodes jenny aus der Familie der Seezungen widmete. 
Der US-amerikanische Ichthyologe M. Eric Anderson benannte 1991 die Fischart Pachycara goni aus der Familie der Aalmuttern nach Ofer Gon.

## Erstbeschreibungen von Ofer Gon
- Antigonia emanuela Prokofiev, Psomadakis & Gon, 2020
- Apogon erythrosoma Gon & Randall, 2003
- Apogon fugax Gon, Bogorodsky, Mal & Alpermann, 2020
- Apogonichthyoides pseudotaeniatus (Gon, 1986)
- Aseraggodes brevirostris Randall & Gon, 2006 Person
- Aseraggodes heemstrai Randall & Gon, 2006
- Aseraggodes jenny Randall & Gon, 2006
- Aulotrachichthys heptalepis (Gon, 1984)
- Bathylagichthys kobylianskyi Gon & Stewart, 2014
- Cheilodipterus alleni Gon, 1993
- Cheilodipterus intermedius Gon, 1993
- Cheilodipterus parazonatus Gon, 1993
- Cheilodipterus persicus Gon, 1993
- Cheilodipterus pygmaios Gon, 1993
- Chelidoperca flavimacula Psomadakis, Gon & Htut, 2021
- Chelidoperca myathantuni Psomadakis, Gon & Htut, 2021
- Epigonus bispinosus Okamoto & Gon, 2018
- Epigonus devaneyi Gon, 1985
- Epigonus glossodontus Gon, 1985
- Epigonus idai Okamoto & Gon, 2018
- Gymnapogon melanogaster Gon & Golani, 2002
- Jaydia erythrophthalma Gon, Liao & Shao, 2015
- Jaydia photogaster (Gon & Allen, 1998) Person
- Jaydia striatodes (Gon, 1997)
- Lepidamia omanensis (Gon & Mee, 1995)
- Linophryne andersoni Gon, 1992
- Marcusenius caudisquamatus Maake, Gon & Swartz, 2014
- Marcusenius krameri Maake, Gon & Swartz, 2014
- Marcusenius lucombesi Maake, Gon & Swartz, 2014
- Microstoma australis Gon & Stewart, 2014
- Neobathyclupea melanoptera Prokofiev, Gon & Psomadakis, 2016
- Pliotrema annae Weigmann, Gon, Leeney & Temple, 2020
- Pliotrema kajae Weigmann, Gon, Leeney & Temple, 2020
- Pseudamiops springeri Gon, Bogorodsky & Mal, 2013
- Rhinobatos austini Ebert & Gon, 2017
- Siphamia arabica Gon & Allen, 2012
- Siphamia brevilux Gon & Allen, 2012
- Siphamia cyanophthalma Gon & Allen, 2012
- Siphamia fraseri Gon & Allen, 2012
- Siphamia goreni Gon & Allen, 2012
- Siphamia papuensis Gon, Allen, Erdmann & Gouws, 2014
- Siphamia randalli Gon & Allen, 2012
- Siphamia senoui Gon & Allen, 2012
- Siphamia spinicola Gon & Allen, 2012
- Siphamia stenotes Gon & Allen, 2012
- Taeniamia bilineata (Gon & Randall, 1995)
- Taeniamia flavofasciata (Gon & Randall, 2003)
- Taeniamia pallida (Gon & Randall, 1995)